# Paranaguá
Paranaguá város Brazíliában, Paraná államban. Lakosainak száma 145 829 fő (2022). Paranaguá Antonina, Pontal do Paraná, Matinhos, Guaratuba, Morretes és Guaraqueçaba községekkel határos.

## Népesség
A település népességének változása:
| Lakosok száma | 127 339 | 140 469 | 156 174 | 145 829 |
|               | 2000    | 2010    | 2020    | 2022    |